# Ike & Tina Turner/Diskografie
Diese Diskografie ist eine Übersicht über die musikalischen Werke des US-amerikanischen Rock-&-Soul-Duos Ike & Tina Turner. Den Schallplattenauszeichnungen zufolge hat es bisher mehr als 2,1 Millionen Tonträger verkauft, davon alleine in seiner Heimat über 1,5 Millionen. Seine erfolgreichste Veröffentlichung ist die Single Proud Mary mit über einer Million verkauften Einheiten.

## Alben

### Studioalben
| Jahr | Titel Musiklabel Katalog-Nr.                 | Höchstplatzierung, Gesamtwochen, AuszeichnungChartplatzierungen (Jahr, Titel, Musiklabel Katalog-Nr., Platzierungen, Wochen, Auszeichnungen, Anmerkungen) | Höchstplatzierung, Gesamtwochen, AuszeichnungChartplatzierungen (Jahr, Titel, Musiklabel Katalog-Nr., Platzierungen, Wochen, Auszeichnungen, Anmerkungen) | Höchstplatzierung, Gesamtwochen, AuszeichnungChartplatzierungen (Jahr, Titel, Musiklabel Katalog-Nr., Platzierungen, Wochen, Auszeichnungen, Anmerkungen) | Höchstplatzierung, Gesamtwochen, AuszeichnungChartplatzierungen (Jahr, Titel, Musiklabel Katalog-Nr., Platzierungen, Wochen, Auszeichnungen, Anmerkungen) | Höchstplatzierung, Gesamtwochen, AuszeichnungChartplatzierungen (Jahr, Titel, Musiklabel Katalog-Nr., Platzierungen, Wochen, Auszeichnungen, Anmerkungen) | Höchstplatzierung, Gesamtwochen, AuszeichnungChartplatzierungen (Jahr, Titel, Musiklabel Katalog-Nr., Platzierungen, Wochen, Auszeichnungen, Anmerkungen) | Anmerkungen                |
| Jahr | Titel Musiklabel Katalog-Nr.                 | DE | AT | CH | UK | US | R&B | Anmerkungen                |
| ---- | -------------------------------------------- | --- | --- | --- | --- | --- | --- | -------------------------- |
| 1969 | Outta Season Blue Thumb BTS-5                | — | — | — | — | US91 (12 Wo.)US | R&B43 (7 Wo.)R&B | Erstveröffentlichung: 1969 |
| 1969 | River Deep – Mountain High Philles PHLP-4011 | — | — | — | UK27 (1 Wo.)UK | US102 (8 Wo.)US | R&B28 (14 Wo.)R&B | aufgenommen 1966           |
| 1970 | The Hunter Blue Thumb BTS-11                 | — | — | — | — | US176 (3 Wo.)US | R&B49 (2 Wo.)R&B | Erstveröffentlichung: 1969 |
| 1970 | Come Together Liberty LST-7637               | — | — | — | — | US130 (19 Wo.)US | R&B13 (20 Wo.)R&B | Erstveröffentlichung: 1970 |
| 1970 | Workin’ Together Liberty LST-7650            | DE12 (5 Wo.)DE | — | — | — | US25 (38 Wo.)US | R&B3 (47 Wo.)R&B | Erstveröffentlichung: 1970 |
| 1971 | ’Nuff Said United Artists UAS-5530           | — | — | — | — | US108 (10 Wo.)US | R&B21 (9 Wo.)R&B | Erstveröffentlichung: 1971 |
| 1972 | Feel Good United Artists UAS-5598            | — | — | — | — | US160 (9 Wo.)US | R&B28 (4 Wo.)R&B | Erstveröffentlichung: 1972 |
| 1973 | Nutbush City Limits United Artists UAS-7061  | DE21 (4 Wo.)DE | AT4 (12 Wo.)AT | — | — | US163 (6 Wo.)US | R&B21 (14 Wo.)R&B | Erstveröffentlichung: 1973 |

grau schraffiert: keine Chartdaten aus diesem Jahr verfügbar
Weitere Studioalben
| - 1961: The Soul of Ike & Tina Turner - 1961: The Sound of Ike & Tina Turner - 1962: Dance with Ike & Tina Turner’s Kings of Rhythm - 1963: Don’t Play Me Cheap - 1963: Dynamite! - 1964: It’s Gonna Work Out Fine - 1965: Ike & Tina Show 2 - 1966: Ike & Tina Turner and the Raelettes - 1968: So Fine - 1969: Get It Together - 1969: Her Man, His Woman - 1970: On Stage | - 1971: Something’s Got a Hold on Me - 1972: Let Me Touch Your Mind - 1974: Strange Fruit - 1974: Sweet Rhode Island Red - 1974: The Gospel According to Ike and Tina - 1977: Delilah’s Power - 1978: Airwaves - 1980: The Edge - 1995: Jazz & Blues - 2002: Funkier Than a Mosquito’s Tweeter - 2007: Feel Good/Nutbush City Limits - 2008: The Archive Series Volumes 1–6 |

### Livealben
| Jahr | Titel Musiklabel Katalog-Nr.                                                | Höchstplatzierung, Gesamtwochen, AuszeichnungChartplatzierungen (Jahr, Titel, Musiklabel Katalog-Nr., Platzierungen, Wochen, Auszeichnungen, Anmerkungen) | Höchstplatzierung, Gesamtwochen, AuszeichnungChartplatzierungen (Jahr, Titel, Musiklabel Katalog-Nr., Platzierungen, Wochen, Auszeichnungen, Anmerkungen) | Höchstplatzierung, Gesamtwochen, AuszeichnungChartplatzierungen (Jahr, Titel, Musiklabel Katalog-Nr., Platzierungen, Wochen, Auszeichnungen, Anmerkungen) | Höchstplatzierung, Gesamtwochen, AuszeichnungChartplatzierungen (Jahr, Titel, Musiklabel Katalog-Nr., Platzierungen, Wochen, Auszeichnungen, Anmerkungen) | Höchstplatzierung, Gesamtwochen, AuszeichnungChartplatzierungen (Jahr, Titel, Musiklabel Katalog-Nr., Platzierungen, Wochen, Auszeichnungen, Anmerkungen) | Höchstplatzierung, Gesamtwochen, AuszeichnungChartplatzierungen (Jahr, Titel, Musiklabel Katalog-Nr., Platzierungen, Wochen, Auszeichnungen, Anmerkungen) | Anmerkungen                                                                         |
| Jahr | Titel Musiklabel Katalog-Nr.                                                | DE | AT | CH | UK | US | R&B | Anmerkungen                                                                         |
| ---- | --------------------------------------------------------------------------- | --- | --- | --- | --- | --- | --- | ----------------------------------------------------------------------------------- |
| 1965 | Live! The Ike & Tina Turner Show Warner Bros. W-1579                        | — | — | — | — | US126 (6 Wo.)US | R&B8 (3 Wo.)R&B | Erstveröffentlichung: 1965                                                          |
| 1969 | In Person Minit LP-24 018                                                   | — | — | — | — | US142 (9 Wo.)US | R&B19 (11 Wo.)R&B | Erstveröffentlichung: 1971 live aufgenommen im Basin Street West in San Francisco   |
| 1971 | Live at Carnegie Hall/What You Hear Is What You Get United Artists UAS-9953 | — | — | — | — | US25 Gold · (22 Wo.)US | R&B7 (22 Wo.)R&B | Erstveröffentlichung: 1971 Livealbum                                                |
| 1971 | Live in Paris United Artists LBS-83 468/9                                   | DE25 (2 Wo.)DE | — | — | — | — | — | Erstveröffentlichung: 1971 Livealbum, Produktion für den europäischen Verkaufsmarkt |
| 1973 | The World of Ike & Tina United Artists UA-LA064-G2                          | — | — | — | — | — | R&B47 (6 Wo.)R&B | Erstveröffentlichung: 1973 Liveaufnahme von der Europatour                          |

grau schraffiert: keine Chartdaten aus diesem Jahr verfügbar
Weitere Livealben
- 1964: The Ike & Tina Turner Revue Live
- 1965: Festival of Live Performances
- 1973: Live! The World of Ike & Tina

### Kompilationen
| Jahr | Titel Musiklabel Katalog-Nr. | Höchstplatzierung, Gesamtwochen, AuszeichnungChartplatzierungen (Jahr, Titel, Musiklabel Katalog-Nr., Platzierungen, Wochen, Auszeichnungen, Anmerkungen) | Höchstplatzierung, Gesamtwochen, AuszeichnungChartplatzierungen (Jahr, Titel, Musiklabel Katalog-Nr., Platzierungen, Wochen, Auszeichnungen, Anmerkungen) | Höchstplatzierung, Gesamtwochen, AuszeichnungChartplatzierungen (Jahr, Titel, Musiklabel Katalog-Nr., Platzierungen, Wochen, Auszeichnungen, Anmerkungen) | Höchstplatzierung, Gesamtwochen, AuszeichnungChartplatzierungen (Jahr, Titel, Musiklabel Katalog-Nr., Platzierungen, Wochen, Auszeichnungen, Anmerkungen) | Höchstplatzierung, Gesamtwochen, AuszeichnungChartplatzierungen (Jahr, Titel, Musiklabel Katalog-Nr., Platzierungen, Wochen, Auszeichnungen, Anmerkungen) | Höchstplatzierung, Gesamtwochen, AuszeichnungChartplatzierungen (Jahr, Titel, Musiklabel Katalog-Nr., Platzierungen, Wochen, Auszeichnungen, Anmerkungen) | Anmerkungen                            |
| Jahr | Titel Musiklabel Katalog-Nr. | DE | AT | CH | UK | US | R&B | Anmerkungen                            |
| ---- | ---------------------------- | --- | --- | --- | --- | --- | --- | -------------------------------------- |
| 1985 | Get Back Liberty LO-51 156   | — | — | — | — | US189 (2 Wo.)US | — | Erstveröffentlichung: 1985 Kompilation |

Weitere Kompilationen
- 1969: Fantastic
- 1975: Sixteen Great Performances
- 1984: Nice ’N’ Rough: The Later Greater Hits of Ike and Tina
- 1987: The Very Best of Ike and Tina Turner
- 1989: Ike and Tina Turner: Greatest Hits, Volume 1–3
- 1991: Proud Mary: The Best of Ike & Tina Turner
- 1992: Proud Mary and Other Hits
- 2007: The Ike & Tina Turner Story 1960–1975
- 2009: The Collection

## Singles
| Jahr | Titel Album                                                                  | Höchstplatzierung, Gesamtwochen, AuszeichnungChartplatzierungen (Jahr, Titel, Album, Platzierungen, Wochen, Auszeichnungen, Anmerkungen) | Höchstplatzierung, Gesamtwochen, AuszeichnungChartplatzierungen (Jahr, Titel, Album, Platzierungen, Wochen, Auszeichnungen, Anmerkungen) | Höchstplatzierung, Gesamtwochen, AuszeichnungChartplatzierungen (Jahr, Titel, Album, Platzierungen, Wochen, Auszeichnungen, Anmerkungen) | Höchstplatzierung, Gesamtwochen, AuszeichnungChartplatzierungen (Jahr, Titel, Album, Platzierungen, Wochen, Auszeichnungen, Anmerkungen) | Höchstplatzierung, Gesamtwochen, AuszeichnungChartplatzierungen (Jahr, Titel, Album, Platzierungen, Wochen, Auszeichnungen, Anmerkungen) | Höchstplatzierung, Gesamtwochen, AuszeichnungChartplatzierungen (Jahr, Titel, Album, Platzierungen, Wochen, Auszeichnungen, Anmerkungen) | Anmerkungen |
| Jahr | Titel Album                                                                  | DE | AT | CH | UK | US | R&B | Anmerkungen |
| ---- | ---------------------------------------------------------------------------- | --- | --- | --- | --- | --- | --- | --- |
| 1960 | A Fool in Love The Soul of Ike & Tina Turner                                 | — | — | — | — | US27 (13 Wo.)US | R&B2 (21 Wo.)R&B | Autor: Ike Turner Erstveröffentlichung: 1960                                                                                       |
| 1960 | I Idolize You The Soul of Ike & Tina Turner                                  | — | — | — | — | US82 (4 Wo.)US | R&B5 (9 Wo.)R&B | Autor: Ike Turner Erstveröffentlichung: 1960                                                                                       |
| 1961 | It’s Gonna Work Out Fine Ike & Tina Turner’s Kings of Rhythm Dance           | — | — | — | — | US14 (15 Wo.)US | R&B2 (21 Wo.)R&B | Backgroundmusiker: Mickey & Sylvia Autorinnen: Rose Marie McCoy, Sylvia McKinney Erstveröffentlichung: 1961                        |
| 1961 | Poor Fool Dynamite!                                                          | — | — | — | — | US38 (11 Wo.)US | R&B4 (12 Wo.)R&B | Autor: Ike Turner Erstveröffentlichung: 1961                                                                                       |
| 1962 | Tra La La La La Dynamite!                                                    | — | — | — | — | US50 (7 Wo.)US | R&B9 (10 Wo.)R&B | Autor: Ike Turner Erstveröffentlichung: 1962                                                                                       |
| 1962 | You Shoulda Treated Me Right Dynamite!                                       | — | — | — | — | US89 (2 Wo.)US | — | Autor: Ike Turner Erstveröffentlichung: 1962                                                                                       |
| 1964 | You Can’t Miss Nothing That You Never Had –                                  | — | — | — | — | — | R&B29 (4 Wo.)R&B | Autor: Ike Turner Erstveröffentlichung: 1964                                                                                       |
| 1964 | A Fool for a Fool –                                                          | — | — | — | — | — | R&B47 (3 Wo.)R&B | Autor: Ike Turner Erstveröffentlichung: 1964                                                                                       |
| 1964 | I Can't Believe What You Say (For Seeing What You Do) Get It – Get It        | — | — | — | — | US95 (3 Wo.)US | — | Autor: Ike Turner Erstveröffentlichung: 1964                                                                                       |
| 1965 | Tell Her I’m Not Home –                                                      | — | — | — | UK48 (1 Wo.)UK | — | R&B33 (4 Wo.)R&B | Original: Chuck Jackson als Tell Him I’m Not Home (1963); Autor: Tony Bruno Erstveröffentlichung: 1965 (US) / 1966 (UK)            |
| 1965 | Good Bye, So Long The Soul of Ike & Tina                                     | — | — | — | — | — | R&B32 (4 Wo.)R&B | Autor: Ike Turner Erstveröffentlichung: 1965                                                                                       |
| 1966 | River Deep – Mountain High                                                   | — | — | — | UK3 Gold · (20 Wo.)UK | US88 (4 Wo.)US | — | Autoren: Phil Spector, J. Barry, E. Greenwich; Produzent: Phil Spector Erstveröffentlichung: 1966 Grammy HoF                       |
| 1966 | A Love Like Yours (Don’t Come Knocking Every Day) River Deep – Mountain High | — | — | — | UK16 (10 Wo.)UK | — | — | Autoren: B. Holland, L. Dozier, E. Holland Erstveröffentlichung: 1966 Platz 33 der Rolling-Stone-500 (2004/2010)                   |
| 1968 | So Fine                                                                      | — | — | — | — | — | R&B50 (2 Wo.)R&B | Autor: Johnny Otis Erstveröffentlichung: 1968                                                                                      |
| 1969 | I’ve Been Loving You Too Long Outta Season                                   | — | — | — | — | US68 (7 Wo.)US | R&B23 (7 Wo.)R&B | Original: Otis Redding (1965); Autoren: O. Redding, J. Butler Erstveröffentlichung: 1969                                           |
| 1969 | I’m Gonna Do All I Can (To Do Right By My Man) –                             | — | — | — | — | US98 (2 Wo.)US | R&B46 (2 Wo.)R&B | Autor: W. Carson Erstveröffentlichung: 1969                                                                                        |
| 1969 | The Hunter                                                                   | — | — | — | — | US93 (2 Wo.)US | R&B37 (2 Wo.)R&B | Original: Albert King (1967); Autoren: B. T. Jones, Carl Wells, A. Jackson, D. Dunn, S. Cropper Erstveröffentlichung: 1969         |
| 1969 | Bold Soul Sister The Hunter                                                  | — | — | — | — | US59 (8 Wo.)US | R&B22 (10 Wo.)R&B | Autor: Ike Turner Erstveröffentlichung: 1969                                                                                       |
| 1970 | Come Together                                                                | — | — | — | — | US57 (8 Wo.)US | R&B21 (8 Wo.)R&B | Original: The Beatles (1969); Autoren: J. Lennon, P. McCartney Erstveröffentlichung: 1970                                          |
| 1970 | I Want to Take You Higher Come Together                                      | — | — | — | — | US34 (18 Wo.)US | R&B25 (5 Wo.)R&B | Original: Sly & the Family Stone (1969); Autor: S. Stewart Erstveröffentlichung: 1970                                              |
| 1970 | Workin’ Together                                                             | — | — | — | — | — | R&B41 (4 Wo.)R&B | Autor: Ike Turner Erstveröffentlichung: 1970                                                                                       |
| 1971 | Proud Mary Workin’ Together                                                  | DE21 (14 Wo.)DE | — | — | — | US4 Gold · (13 Wo.)US | R&B5 (9 Wo.)R&B | Original: Creedence Clearwater Revival (1969); Autor: John Fogerty Erstveröffentlichung: 1971 Grammy (R&B-Darbietung) / Grammy HoF |
| 1971 | Ooh Poo Pah Doo Workin’ Together                                             | — | — | — | — | US60 (7 Wo.)US | R&B31 (6 Wo.)R&B | Autor: Jessie Hill Erstveröffentlichung: 1971                                                                                      |
| 1971 | I’m Yours (Use Me Anyway You Wanna) –                                        | — | — | — | — | — | R&B47 (3 Wo.)R&B | Autoren: Calvin Lane, Philip Reese Erstveröffentlichung: 1971                                                                      |
| 1972 | Up in Heah –                                                                 | — | — | — | — | US83 (4 Wo.)US | R&B47 (2 Wo.)R&B | Autoren: Tina Turner, Leon Ware Erstveröffentlichung: 1972                                                                         |
| 1973 | Early One Morning Let Me Touch Your Mind                                     | — | — | — | — | — | R&B47 (2 Wo.)R&B | Original/Autor: Roger Whittaker (1968) Erstveröffentlichung: 1973                                                                  |
| 1973 | Nutbush City Limits                                                          | DE2 (26 Wo.)DE | AT1 (20 Wo.)AT | CH2 (16 Wo.)CH | UK4 Silber · (13 Wo.)UK | US22 (15 Wo.)US | R&B11 (15 Wo.)R&B | Autorin: Tina Turner Erstveröffentlichung: 1973                                                                                    |
| 1974 | Sweet Rhode Island Red                                                       | DE43 (1 Wo.)DE | — | — | — | — | R&B43 (9 Wo.)R&B | Autorin: Tina Turner Erstveröffentlichung: 1974                                                                                    |
| 1974 | Sexy Ida (Part 1) Greatest Hits                                              | — | — | — | — | US65 (8 Wo.)US | R&B29 (21 Wo.)R&B | Autorin: Tina Turner Erstveröffentlichung: 1974                                                                                    |
| 1975 | Baby Get It On Acid Queen                                                    | — | — | — | — | US88 (4 Wo.)US | R&B31 (10 Wo.)R&B | Autoren: Ike Turner, Tina Turner Erstveröffentlichung: 1975                                                                        |

grau schraffiert: keine Chartdaten aus diesem Jahr verfügbar
Weitere Singles
| - 1960: A Fool Too Long - 1961: I’m Jealous - 1962: Tina’s Dilemma - 1962: The Argument - 1962: Worried and Hurtin’ Inside - 1963: Wake Up - 1963: If I Can’t Be First - 1964: You Can’t Miss Nothing That You Never Had - 1964: A Fool for a Fool - 1964: It’s All Over - 1964: Please, Please, Please - 1964: He’s the One - 1965: Somebody Needs You - 1965: Good Bye, So Long - 1965: I Don’t Need - 1965: Two Is a Couple - 1965: Can’t Chance a Break Up - 1966: Dear John - 1966: Dust My Broom - 1966: Betcha Can’t Kiss Me | - 1966: Anything You Wasn’t Born With - 1966: Two to Tango - 1967: Get It - 1967: I Better Get Ta’ Steppen - 1967: I Wish My Dream Would Come True - 1967: I’ll Never Need More Than This - 1968: So Fine - 1968: We Need an Understanding - 1968: Too Hot to Hold - 1969: Shake a Tail Feather - 1969: I Wish It Would Rain - 1969: I Wanna Jump - 1970: I Know - 1970: Workin’ Together - 1971: I’m Yours (Use Me Anyway You Wanna) - 1972: Feel Good - 1972: Let Me Touch Your Mind - 1973: Early One Morning - 1973: Work on Me - 1975: Shame, Shame, Shame |

## Statistik

### Chartauswertung
|                     | DE    | AT    | CH    | UK    | US     | R&B      |
| ------------------- | ----- | ----- | ----- | ----- | ------ | -------- |
| Nummer-eins-Alben   | DE—DE | AT—AT | CH—CH | UK—UK | US—US  | R&B—R&B  |
| Top-10-Alben        | DE—DE | AT1AT | CH—CH | UK—UK | US—US  | R&B3R&B  |
| Alben in den Charts | DE3DE | AT1AT | CH—CH | UK1UK | US12US | R&B12R&B |

|                       | DE    | AT    | CH    | UK    | US     | R&B      |
| --------------------- | ----- | ----- | ----- | ----- | ------ | -------- |
| Nummer-eins-Singles   | DE—DE | AT1AT | CH—CH | UK—UK | US—US  | R&B—R&B  |
| Top-10-Singles        | DE1DE | AT1AT | CH—CH | UK2UK | US1US  | R&B6R&B  |
| Singles in den Charts | DE3DE | AT1AT | CH1CH | UK4UK | US20US | R&B26R&B |

### Auszeichnungen für Musikverkäufe
| Goldene Schallplatte - Neuseeland - 2023: für die Single Nutbush City Limits | Platin-Schallplatte - Australien - 1977: für das Album Nutbush City Limits |

Anmerkung: Auszeichnungen in Ländern aus den Charttabellen bzw. Chartboxen sind in ebendiesen zu finden.
| Land/RegionAuszeichnungen für Musikverkäufe (Land/Region, Auszeichnungen, Verkäufe, Quellen) | Silber  | Gold     | Platin  | Verkäufe  | Quellen          |
| -------------------------------------------------------------------------------------------- | ------- | -------- | ------- | --------- | ---------------- |
| Australien (ARIA)                                                                            | —       | —        | Platin1 | 50.000    | Einzelnachweise  |
| Neuseeland (RMNZ)                                                                            | —       | Gold1    | —       | 15.000    | radioscope.co.nz |
| Vereinigte Staaten (RIAA)                                                                    | —       | 2× Gold2 | —       | 1.500.000 | riaa.com         |
| Vereinigtes Königreich (BPI)                                                                 | Silber1 | Gold1    | —       | 600.000   | bpi.co.uk        |
| Insgesamt                                                                                    | Silber1 | 4× Gold4 | Platin1 |           |                  |